# Julianisches Jahrhundert
Ein julianisches Jahrhundert ist definiert als die Dauer von 36.525 Tagen, also von 100 julianischen Jahren zu je 365,25 Tagen.
Unter Tag wurde dabei verstanden:
- früher ein mittlerer Sonnentag
- seit 1960 ein Tag zu 86.400 Ephemeridensekunden
- heute ein Tag von 86.400 Sekunden des Internationalen Einheitensystems.

Zehn julianische Jahrhunderte bilden ein julianisches Jahrtausend.

## Anwendung
Bei astronomischen Berechnungen wird oft für ein bestimmtes Kalenderdatum die Anzahl julianischer Jahrhunderte seit einer Standard-Epoche benötigt. Meistens wird dafür das Formelzeichen {\displaystyle T} benutzt. Der Wert ergibt sich als
{\displaystyle T={\frac {JD_{\text{Datum}}-JD_{\text{Standard-Epoche}}}{365{,}25\cdot 100}}}.
{\displaystyle JD} steht dabei für das jeweilige julianische Datum inklusive Tagesbruchteil, also für die Anzahl Tage, die seit dem 1. Januar −4712 (4713 v. Chr.), 12:00 Uhr Universal Time vergangen sind. Für ein Datum, das zeitlich vor der Standard-Epoche liegt, ist {\displaystyle T} negativ. Beispiele:
a) Die Anzahl julianische Jahrhunderte am 31. Dezember 1899 um 00:00 Weltzeit seit der Epoche B1950.0 mit {\displaystyle JD_{\text{B1950.0}}=2433282,423} beträgt
{\displaystyle T={\frac {2415019{,}5-2433282{,}423}{36525}}=-0{,}500012}.
b) Die Anzahl julianische Jahrhunderte am 1. Januar 2010 um 00:00 Terrestrische Zeit TT seit der Epoche J2000.0 beträgt
{\displaystyle T={\frac {2455197{,}5-2451545{,}0}{36525}}=0{,}100000}.
Entsprechend ergibt sich die Zahl der julianischen Jahrtausende seit einer Standard-Epoche als
{\displaystyle T_{\text{1000}}={\frac {JD_{\text{Datum}}-JD_{\text{Standard-Epoche}}}{365250}}}.